# Princes Street

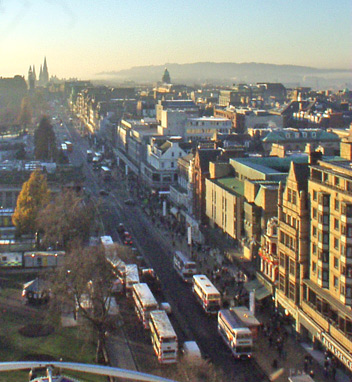
Princes Street vista do alto.

A Princes Street é uma das principais ruas arteriais de Edimburgo, Escócia, sendo seu, principal centro de comércio. Possui cerca de 1 milha (1,6 quilômetros) de extensão. A rua é exclusiva para tráfego automóveis particulares e transportes públicos prioritários. A Princes não abriga nenhuma construção suficientemente alta para cobrir a visão da Cidade Velha, do Castelo, e do Princes Street Gardens.

## Princes Street Gardens
Os Jardins contém o coreto Ross, um anfiteatro, memorial de Guerra e Relógio floral, juntamente com outras atrações. Duas das Galerias Nacionais, a Academia Real Escocesa e a Galeria Nacional da Escócia, estão localizadas no The Mound. Além disso, no jardim está localizado o  Monumento da Escócia, um edifício dedicado ao escocês que escreveu os Romances de Waverley . Próximo à estação está o Grande Hotel Britânico do Norte, que recentemente mudou o nome para Hotel Balmoral, e a impressionante Regent Bridge.